# 21527 Horton
A 21527 Horton (ideiglenes jelöléssel 1998 MV27) a Naprendszer kisbolygóövében található aszteroida. A LINEAR projekt keretében fedezték fel 1998. június 24-én.